# Батюшков Дмитро Миколайович
Батюшков Дмитро Миколайович (1828, Кесьма Вес'єгонського повіту Тверської губернії — 1909) — державний діяч Російської імперії в Україні. Губернатор Подільської та Катеринославської губерній.

## Біографія
Народився в Тверській губернії, в селі Кесьма Вес'єгонського повіту. Батьки: Микола Іванович Батюшков, троюрідний брат поета Костянтина Батюшкова та Віра Миколаївна Дюкля.
Закінчив фізико-математичний факультет Московського Університету зі ступенем першого кандидата і в 1849 році вступив в службу в канцелярію Московського військового генерал-губернатора канцелярським чиновником. У 1855 році вступив штабс-капітаном в дружину № 18 державного ополчення. У 1862 році призначено молодшим секретарем в московську військову контору державного банку, а через два роки стає директором цієї контори. У 1865 році переміщений в Державний контроль і відряджений до Казані для відкриття Казанської контрольної палати і управління нею. У 1866 році затверджено Вес'єгонським почесним мировим суддею. У 1872 році отримав звання статського радника, в 1876 — дійсного статського радника. У 1879 році призначений керуючим Санкт-Петербурзькою контрольною палатою.
У 1882 році призначений на посаду губернатора Подільської губернії, а через два роки переміщений на ту ж посаду в Катеринославську губернію. Діяльність Батюшкова на посаді губернатора протягом 1884 — 1890 років принесла значні зміни в житті Катеринослава. Розвиток промисловості і залізниць в краї сприяло розвитку культури і освіти. Завдяки енергійному сприянню губернатора була відкрита Маріїнська жіноча гімназія. Була влаштована міська бібліотека, створені благодійне товариство, товариство піклування про жіночу освіту, комісія народних читань. Відсотки з капіталу Батюшкова, що зберігався в громадському міському банку, використовувалися на благодійні цілі.
Під час губернаторства Батюшкова відбувся перший день міста: 9 (22) травня 1887 року в честь 100-річчя міста. Свято було приурочене до моменту закладки Преображенського кафедрального собору. Відбувся урочистий молебень, масові народні гуляння; відбувся розкішний бал у палаці Потьомкіна. У Потьомкінському саду демонстрували «фотографічні картини» з життя Катерини II і заснування Катеринослава.
Дружина, Катерина Федорівна (1833-1909 роки) також брала участь в справах благодійності в Катеринославі. Її турботами зводилися будівлі і відкривалися установи, - дешеві столови й будинки піклування, безкоштовна жіноча школа. За турботу про потреби міста вона була удостоєна звання почесної громадянки Катеринослава.
У 1890 році таємний радник Батюшков був призначений на посаду губернатора Гродненської губернії. У 1892-1893 роках за підтримки губернатора пройшли з'їзди лікарів Гродненської губернії; створено товариство лікарів Гродненської губернії. У липні 1895 року відбулася закладка Свято-Володимирської Занеманської церкви-школи. Під патронатом Батюшкова в Гродно була організована община велосипедистів з власним  статутом, значком і прокатним пунктом. За час правління Батюшкова значно змінилася діяльність міської бібліотеки, яка отримувала щорічну урядову субсидію; відкрився кабінет для читання.
У березні 1899 року Батюшков був переведений в Петербург; з березня 1899 року Дмитрій Миколайович Батюшков - почесний опікун і керуючий справами відомства установ імператриці Марії. У 1902 році він — почесний член Благодійного товариства Великої княгині Ольги Олександрівни; в 1903-1909 роках Батюшков був головою товариства.
Помер 22 травня 1909 року. Похований, як і дружина, на Нікольському цвинтарі Олександро-Невської лаври.

## Нагороди
- Орден Святого Володимира 2-го ст.;
- Орден Святого Володимира 3-го ст.;
- Орден Святої Анни 1-го ст.;
- Орден Святої Анни 2-го ст.;
- Орден Святого Станіслава 1-го ст.;
- Медаль «В пам'ять царювання Імператора Миколи I»;
- Медаль «В пам'ять коронації імператора Олександра III»;
- Медаль «За працю по першому загальному перепису населення».